# Tylonycteris pachypus
Tylonycteris pachypus é uma espécie de morcego da família Vespertilionidae. Pode ser encontrada no Bangladesh, China, Índia, Indonésia, Malásia, Myanmar e Filipinas.